# Эллисон, Янг Юинг
Янг Юинг Эллисон (англ. Young Ewing Allison, 1853 — 1932) — американский писатель и газетный редактор.
Эллисон родился в Хендерсоне, Кентукки. Он был частично глух, и с раннего детства стал заядлым читателем. С 15 лет работает редактором в Henderson News; в 1873 переезжает в Эвансвилл, где продолжает работать редактором. Качество его работы привлекло главного редактора «The Courier-Journal», и в 1880 он становится заведующим репортажем. В 1887 создал журнал о торговле «The Insurance Field» и был его редактором до 1926.
Эллисон писал в прозе и в стихах. Примером может быть стихотворение «Derelict», написанное как полная версия отрывка пиратской песни «Пятнадцать человек на сундук мертвеца», помещенной в романе Р. Л. Стивенсона «Остров сокровищ». Также в 1890 он написал либретто к опере Генри Уоллера «Огаллаллас» (англ. The Ogallallas). Долго переписывался с Юджином Филдом и Джеймсом Райли, последний из которых посвятил несколько сборников стихов Эллисону.
Последние годы жизни посвятил изучению истории Кентукки, часто работая со своим другом Йенсом Бэем. Написал несколько статей о траппистском монастыре Богоматери в Джэтсмани на западе Кентукки.

## Работы
- On the Vice of Novel-Reading, 1897
- Delicious Vice, 1907-09
- City of Louisville and a Glimpse of Kentucky, 1887
- Curious Legend of Louis Philippe in Kentucky, 1924
- Select Works of Young E. Allison, 1935